# Didier-François d’Arclais de Montamy
Didier-François d’Arclais de Montamy (* 1702 in Montamy; † 1765 in Paris) war ein französischer Staatsbeamter, Naturgelehrter und Enzyklopädist.

## Leben und Wirken
Er war der Sohn des Jean Joseph, sieur de Montamy d’Arclais, sgr de Montamy und der Marie Françoise Guillard de La Madeleine.
Er war der erste Großhofmeister des königlichen Hauses, von Louis I. de Bourbon, duc d’Orléans, Premier maître d’hôtel du duc d’Orléans. D’Arclais de Montamy verfügte über eine hohe wissenschaftliche Bildung, er interessierte sich aber auch für die schönen Künste (beaux-arts).
Er übersetzte aus der deutschen Sprache von Johann Heinrich Pott das 1757 entstandene Werk Chymische Untersuchungen, welche fürnehmlich von der Lithogeognosia oder Erkäntniss und Bearbeitung der gemeinen einfacheren Steine und Erden, ingleichen von Feuer und Licht handeln.
Für die Encyclopédie von Denis Diderot und Jean-Baptiste le Rond d’Alembert schrieb er den Artikel porcelaine.
Im Jahre 1762 wurde er zum Chevalier de Saint Lazare de Jérusalem geehrt.

## Werke (Auswahl)
- La Lithogéognosie ou Examen des pierres et des terres. Paris, 1753
- Traité des couleurs pour la peinture en émail et sur la porcelaine. Chez G. Cavelier, Paris 1765